# Бакија Бакић
Бакија Бакић (Врање, 1923 – Врање, 1989) био је чувени трубач из Врања, који је пронео славу врањске и српске трубе широм света. Неколико година је освајао признање прва труба Сабора трубача у Гучи, освојивши признање мајстора трубе. Захваљујући његовом препознатљивом свирању, постао је симбол за трубачку уметност у Србији.

## Биографија
Бакија Бакић се родио 1923. године у Врању, у насељу Горња чаршија, подно Пржара. Као и већина Рома, и Бакија је рано упознао, заволео и свирао трубу, већ са својих 10 година. Његов отац Фејза Бакић је тих година основао трубачки оркестар, али је Бакија, захваљујући свом изузетном таленту, врло брзо преузео вођење оркестра.
Бакија Бакић се врло брзо прославио. Свирао је на свадбама, у ресторанима и на разним манифестацијама. Био је вишеструки освајач титуле прва труба Cабора трубача у Гучи (1963, 1969. и 1970).
Успешно је водио свој оркестар више од пола века. Оркестар је наследио да води његов сестрић Милан Младеновић.
Бакија је умро у Врању 1989. године, а 2006. године му је откривен споменик у Горњој чаршији. Њему у част организује се Меморијал „Бакија Бакић” у Врању.